# Statuti sassaresi
Gli Statuti Sassaresi (in sardo Istatutos Tataresos) rappresentano il documento più importante della Sassari comunale e medievale. Il codice degli statuti, redatto fra il 1275 e il 1316, è stato un corpus di leggi, concordato come punto d’incontro tra il diritto comunale pisano e genovese e il consuetudinario sardo.

## Storia
Il primo documento, stipulato con Genova il 24 marzo 1294, era stato l'atto di confederazione. 
Mentre il documento, che contiene l’accordo con la Repubblica marinara di Genova, fu ratificato il 28 ottobre 1316 dal podestà genovese Cavallino de Honestis.  
Di questo documento rimangono cinque copie, ma solo due risalgono all'epoca comunale: si tratta di due codici pergamenacei, scritti in gotica testuale italiana e in lingua sarda (logudorese), datati al 1316. L'altro in latino, riconducibile ai primi due decenni del XIV secolo, è giunto a noi in stato frammentario.

## Contenuto
Gli statuti sono divisi in tre parti: il primo riguarda l'organizzazione del Comune e dei suoi uffici, compresa la polizia urbana e rurale ed il commercio; il secondo, il diritto civile; il terzo, il diritto penale.

## Galleria d'immagini

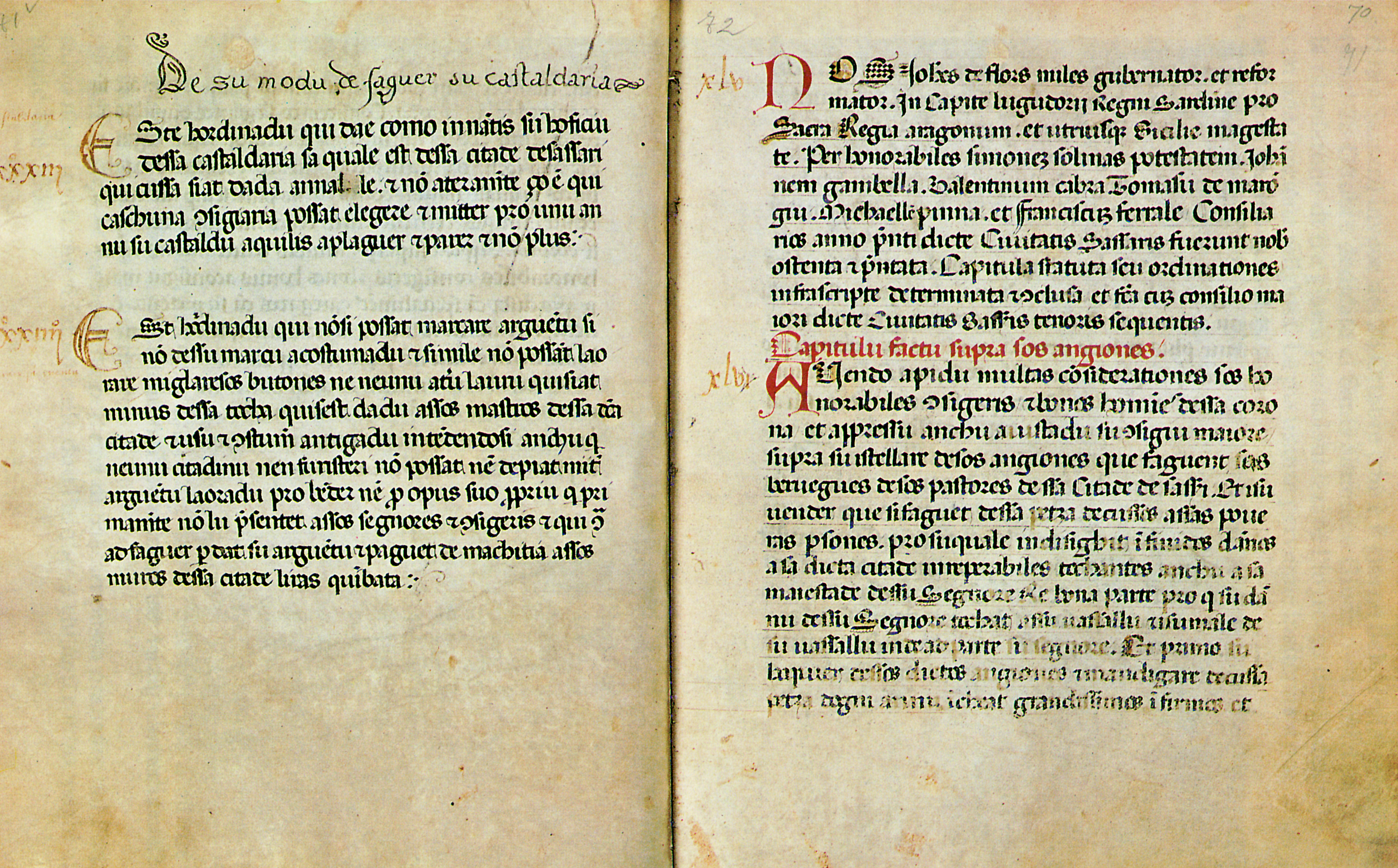
Testo in sardo Logudorese
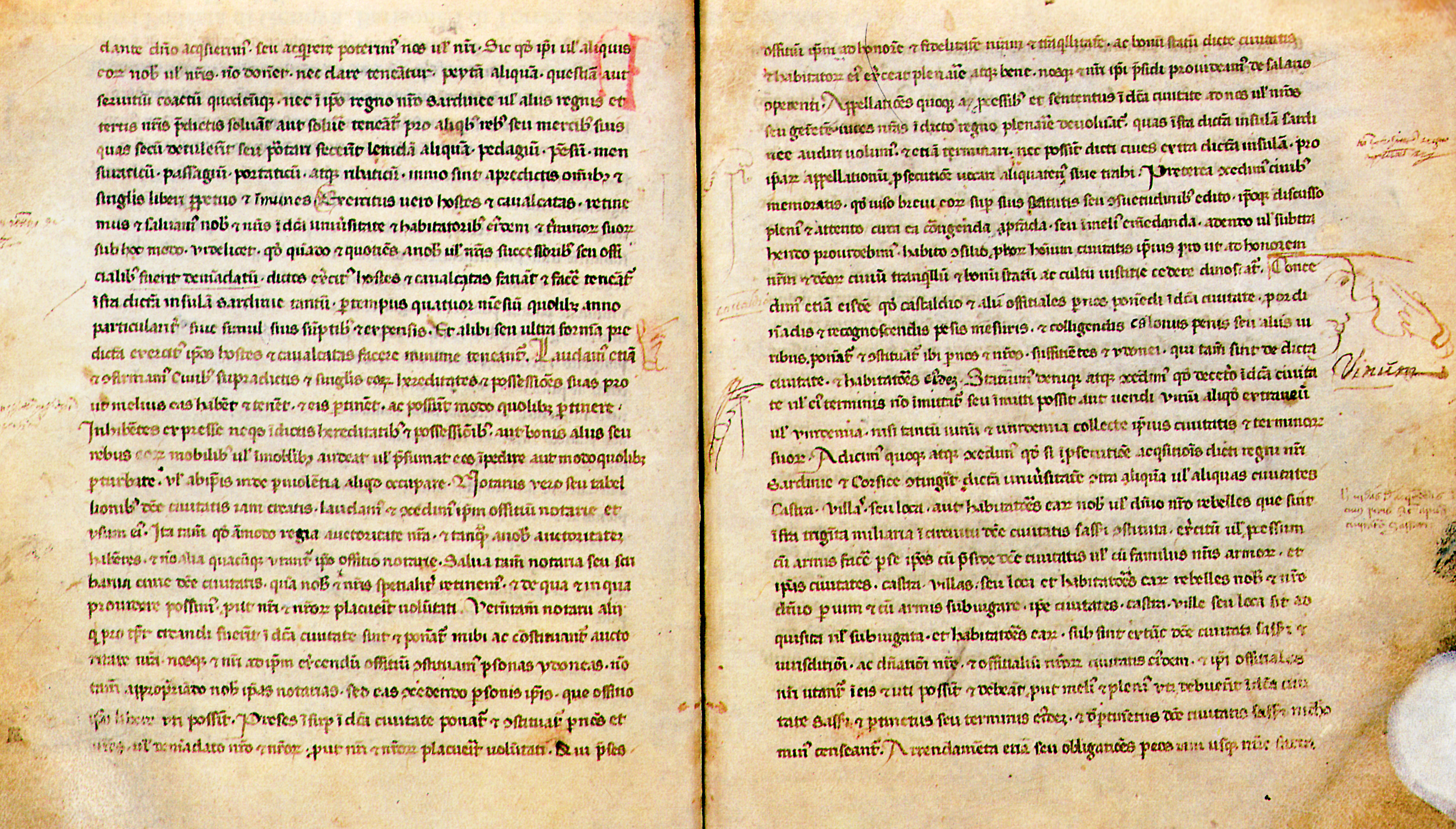
Testo in Latino